# غوسطا
غوسطا (به عربی: غوسطا) یک منطقهٔ مسکونی در لبنان است که در شهرستان کسروان واقع شده‌است.
 غوسطا ۴٫۶۱ کیلومتر مربع مساحت دارد  ۹۵۰ متر بالاتر از سطح دریا واقع شده‌است.